# Zeeman (Mondkrater)
Zeeman ist ein Einschlagkrater nahe dem Südpol auf der Rückseite des Mondes und kann deshalb von der Erde aus nicht direkt beobachtet werden. Er liegt südöstlich des Kraters Numerov und nordwestlich von Ashbrook.
Der Außenwall von Zeeman ist unregelmäßig stark erodiert und die Stärke der inneren Anhänge schwankt in beachtlichem Maße. Der nördliche Kraterwall wird von dem Satellitenkrater Zeeman Y überdeckt, der bis nahe an den flachen Kraterboden heranreicht. Im westlichen Rand schließt sich ein kleiner Krater an einen Einschnitt an, der bis zum Kraterboden verläuft. Die Kraterinnenfläche ist, wie bei vielen Kratern der Mondrückseite, von Einschlägen und den Überresten abgetragener Krater zernarbt. Nahe dem Kratermittelpunkt und etwas nach Südosten versetzt liegt eine niedrige zentrale Erhebung. Die Entstehungszeit des Kraters fällt in die nektarische Periode.
Zeeman hat fünf Nebenkrater:
| Buchstabe | Position            | Durchmesser | Link |
| --------- | ------------------- | ----------- | ---- |
| E         | 74,1° S, 124,49° W  | 27 km       |      |
| G         | 74,36° S, 108,18° W | 41 km       |      |
| U         | 73,56° S, 149,65° W | 25 km       |      |
| X         | 71,39° S, 138,48° W | 24 km       |      |
| Y         | 72,45° S, 138,02° W | 33 km       |      |

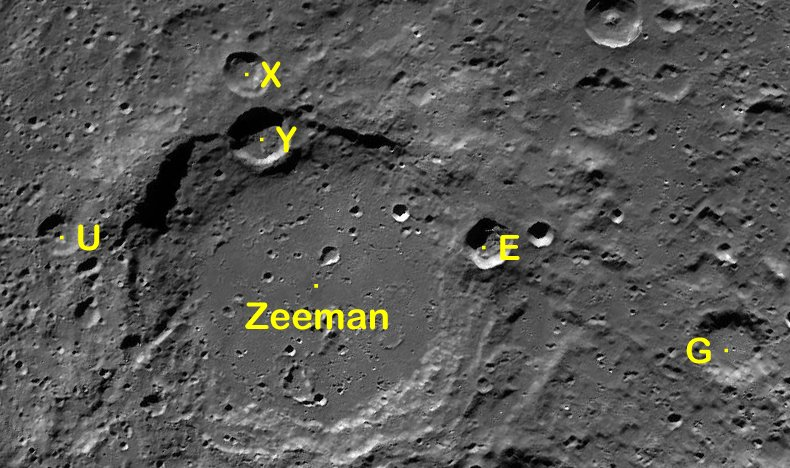
Zeeman und seine Nebenkrater

Die IAU hat den Krater 1970 offiziell nach dem niederländischen Physiker Pieter Zeeman benannt.